# روبرت بومان
روبرت بومان هو محامي وسياسي أمريكي، ولد في 4 أبريل 1937 في برين مار ‏ في الولايات المتحدة. نشط حزبياً في الحزب الجمهوري.

## مناصب
- انتخب عضو مجلس ولاية ماريلند  [لغات أخرى]‏.
- انتخب عضو مجلس النواب الأمريكي [الإنجليزية]‏ عن دائرة Maryland's 1st congressional district [الإنجليزية]‏ وقد انضم خلال فترته النيابية [الإنجليزية]‏ (3 يناير 1979 – 3 يناير 1981) للكتلة البرلمانية الحزب الجمهوري.
- انتخب عضو مجلس النواب الأمريكي [الإنجليزية]‏ عن دائرة Maryland's 1st congressional district [الإنجليزية]‏ وقد انضم خلال فترته النيابية [الإنجليزية]‏ (3 يناير 1977 – 3 يناير 1979) للكتلة البرلمانية الحزب الجمهوري.
- انتخب عضو مجلس النواب الأمريكي [الإنجليزية]‏ عن دائرة Maryland's 1st congressional district [الإنجليزية]‏ وقد انضم خلال فترته النيابية [الإنجليزية]‏ (3 يناير 1975 – 3 يناير 1977) للكتلة البرلمانية الحزب الجمهوري.
- انتخب عضو مجلس النواب الأمريكي [الإنجليزية]‏ عن دائرة Maryland's 1st congressional district [الإنجليزية]‏ وقد انضم خلال فترته النيابية [الإنجليزية]‏ (21 أغسطس 1973 – 3 يناير 1975) للكتلة البرلمانية الحزب الجمهوري.
- انتخب عضو مجلس النواب الأمريكي [الإنجليزية]‏.